# I Esdras
I Esdras (también llamado Esdras griego o III Esdras) es un libro incompleto y se termina en mitad de una frase. La versión latina completa la frase interrumpida del texto griego, pero el texto en su plenitud probablemente contenía la narración de la Fiesta de los Tabernáculos (Neh. 8). Una característica extraña del libro es el total descuido del orden cronológico. La historia, realmente, va hacia atrás, mencionando primero a Artajerjes (2,16-31), después a Darío (3 - 5,6) y finalmente a Ciro (5,7-73). Todo ello hace difícil detectar el objeto real del libro y el propósito del compilador. Se ha sugerido que tenemos aquí una historia del Templo desde el tiempo de Josías hasta Nehemías, y esta opinión está bien apoyada por la suscripción de la antigua versión latina. Otros suponen que en general el libro es más bien una traducción temprana de la obra del cronista, hecha en un tiempo cuando Crónicas, Esdras y Nehemías aún formaban un solo volumen. Sea lo que fuere, parece que hasta la época de San Jerónimo hubo dudas respecto a la recepción del libro en el Canon; era citado libremente por los primeros Padres de la Iglesia y fue incluido en la “Hexapla” de Orígenes. Esto puede ser explicado con el hecho de que III Esdras puede considerarse como otra recensión (reseña) de las Escrituras canónicas. Sin dudas que este libro no puede pretender ser una obra de Esdras. Por ciertos particulares, tales como el parecido del griego con la traducción de Daniel, algunos detalles de vocabulario etc., los estudiosos pensaron que III Esdras había sido compilado probablemente en el Bajo Egipto, durante el siglo II a. C..Como parte de la traducción griega del Antiguo Testamento muchas de las iglesias orientales lo consideran canónico, mientras que se considera apócrifo en las iglesias y comunidades occidentales y algunas orientales.Las ediciones griegas de ciertas Biblias y sus respectivas traducciones incluyen Esdras Αʹ (que en español se suelen llamar 1 Esdras) y Esdras Βʹ (que se compone de los libros que en español se suelen llamar Esdras y Nehemías, que son los libros canónicos de algunas iglesias occidentales y orientales).

## Descripción
1 Esdras se compone casi por completo de materiales existentes en los libros canónicos incluyendo información del el Libro de Esdras con la adición de una sección, aparte de que sus versos están numerados de manera diferente. Así como Esdras comienza con los dos últimos versículos de 2 Crónicas, 1 Esdras comienza con los dos últimos capítulos de dicho libro bíblico.
La sección adicional contiene una historia conocida como El Cuento de los tres guardias, que aparece entre 1 Esdras 3:4 a 4:4. Cuenta la historia de un concurso de redacción de discursos entre tres guardias del rey Darío I, en el que el ganador recibiría honor y riquezas del rey. A la pregunta ¿Quién es el más fuerte? los dos primeros guardias afirman que el vino es el más fuerte o que los reyes son los más fuertes, respectivamente, pero el ganador fue el tercer guardia (identificado en el libro con Zorobabel), quien habló sobre la fuerza de la mujer y la verdad. Zorobabel fue apremiado y obtuvo la sanción real para continuar con la reconstrucción del Templo de Jerusalén.

## Uso en el canon cristiano
El libro era profusamente citado por los autores cristianos de los primeros siglos, e incluso encontró su lugar en las Hexapla de Orígenes. No es mencionado explícitamente en ninguna lista antigua de los libros bíblicos. Clemente VIII lo incluyó en el apéndice de la Vulgata, junto con otros libros apócrifos "para que no se pierdan completamente". En oriente, cuando los padres griegos hablaban de los libros de Esdras, lo más probable es que estuviera incluido. De hecho, ha continuado usándose en las Iglesias orientales y es parte del canon de la Biblia Ortodoxa.
En la liturgia romana el libro se citaba en el misal de san Pío V en el ofertorio de la misa votiva por la elección del Papa: “Non participentur sancta, donec exsurgat póntifex in ostensiónem et veritátem. – No participemos en los [ritos] sagrados hasta que surja un pontífice ostensible y verdadero”. (1 Esdras 5, 40).